# Институт государственного управления
Институт государственного управления (англ. Institute for Statecraft) — неправительственная организация Великобритании, занимающаяся «обновлением практики государственного управления и укрепления национальной безопасности».
20 марта 2023 года Генпрокуратура России объявила институт «нежелательной организацией».

## Основание
Институт был основан Кристофером Донелли и Дэниэлем Лафаидни.
Точная дата основания Института остаётся под вопросом. Согласно реестру компаний Великобритании, Институт был включён в него в 2006 году, однако другие источники относят дату основания к 2003 году.

## Руководство
Бессменным руководителем Института государственного управления является Кристофер Донелли — специальный советник оборонного комитета Палаты общин, бывший преподаватель Королевской военной академии в Сандхёрсте и специальный советник генеральных секретарей НАТО с 1989 по 2003 годы по делам Восточной и Центральной Европы.

## Цели
Основной целью деятельности Института заявляется совершенствование методов государственного управления и недопущение возникновения «национального стратегического дефицита».
Институт государственного управления позиционирует себя как «мозговой центр», однако с упором на практическую деятельность («Мы являемся не просто „мозговым центром“, предлагающим еще один дискуссионный форум, но мы в первую очередь являемся „рабочим центром“, предоставляющим проекты и программы, которые влияют на ситуацию»). В этической хартии организации подчёркивается беспристрастность и независимость от политических и правительственных учреждений, однако, вместе с тем, признаётся, что Институт не уклоняется от пропаганды конкретных политических решений той или иной проблемы.

### Сотрудничество
Институт сотрудничает с рядом учреждений и организаций, в частности с:
- НАТО — на сайте Института есть специальный подраздел с публикациями, спонсированными Отделом общественной дипломатии штаб-квартиры Северо-Атлантического Альянса;
- организацией Active Change Foundation, специализирующейся на предотвращении этнического и религиозного радикализма, преимущественно в мусульманско-иммигрантской среде;
- организацией Forward Thinking, специализирующейся на межкультурном диалоге между мусульманами разных направлений и западным обществом;[8]

Кроме того, был официально подтверждён факт финансирования Института государственного управления Министерством иностранных дел Великобритании в размере 296 500 фунтов стерлингов (2017—2018 гг.) и запланирован бюджет в размере 1 961 000 фунтов стерлингов на 2019 год.

## Деятельность
Деятельность Института вызвала активную дискуссию в СМИ и обществе после ряда утечек информации, организованных хакерской группировкой Anonymous в ноябре 2018 года, в которых открывались подробности различных информационных операций.

### Integrity Initiative
Проект был запущен Институтом государственного управления в конце 2015 года, и ставил своей целью борьбу с пропагандой, дезинформацией и «фейковыми» новостями, делая упор на противодействие российскому влиянию. Методами его деятельности были формирование управляемой сети Twitter-аккаунтов, проводящих скоординированные информационные кампании, а также вовлечение в свою сеть иностранных организаций — испанских, немецких и пр.
В финансовых документах Integrity Initiative фигурировали российский оппозиционер Владимир Ашурков, финансист Уильям Браудер (он же ведёт «российский кластер» проекта), а также учёный Игорь Сутягин, ранее осуждённый в России за шпионаж и позднее эмигрировавший в Великобританию.

### Кампания против лейбористской партии и Д. Корбина
Большой резонанс в британских медиа вызвала информация о том, что созданный для внешнеполитической деятельности проект активно использовался для политической борьбы внутри самой Великобритании — в частности, для дискредитации Лейбористской партии и Джереми Корбина. По этому вопросу было начато расследование в декабре 2018 года.
Представители проекта Integrity Initiative опровергли всю порочащую их информацию из материалов, представленных хакерами.

### Дело об отравлении Сергея и Юлии Скрипалей
В одной из порций документов, опубликованных Anonymous, утверждалось, что Институт государственного управления и Integrity Initiative были вовлечены в подготовку британскими спецслужбами отравления Сергея и Юлии Скрипалей с 2015 года. Целью было стремление «разбудить» британское общество, не осознающее серьёзности «российской угрозы».